# STS-57
STS-57 foi uma missão da NASA com o ônibus espacial Endeavour.

## Tripulação
| Posição                  | Astronauta     |
| ------------------------ | -------------- |
| Comandante               | Ronald Grabe   |
| Piloto                   | Brian Duffy    |
| Especialista de missão 1 | Nancy Sherlock |
| Especialista de missão 2 | Peter Wisoff   |
| Especialista de missão 3 | Janice Voss    |
| Especialista de carga    | David Low      |

### Caminhadas no espaço
- Low e Wisoff  - EVA 1
- Começo do EVA 1: 25 de Junho de 1993
- Fim do EVA 1: 25 de Junho de 1993
- Duração: 5 horas, 50 minutos

## Hora de acordar
- 2° Dia: What a Wonderful World, de Louis Armstrong
- 3° Dia: Rolly's Way, de Sam Moore.
- 4° Dia: Peace in the Valley, de Elvis Presley.
- 5° Dia: Venus, de Frankie Avalon.
- 6° Dia: What'd I Say, de Ray Charles.
- 7° Dia: ABC, de The Jackson 5.
- 8° Dia: Girlfriend, de Michael Jackson.
- 9° Dia: Right Turn, da banda Alice in Chains.
- 10° Dia: Play the Game, da banda Queen.

## Principais fatos
Durante o andamento do voo de oito dias, os astronautas conduziram com sucesso uma série de experimentos nas áreas da biomedicina e ciência dos materiais no interior do módulo Spacelab pressurizado. Dois astronautas participaram em uma caminhada no espaço e o European Retrievable Carrier (EURECA) foi recuperado pelo grupo e armazenado dentro do compartimento de carga do Endeavour. O EURECA foi lançado do ônibus espacial Atlantis no verão de 1992 é continha uma série de experimentos para estudar os efeitos a longo prazo da exposisão à microgravidade.
Um conector elétrico instalado inapropriadamente no Shuttle Remote Manipulator System (SRMS) do Endeavour (instalado 180 graus fora de sua posição correta) impediu que o Eureca recarregasse suas baterias com a potência orbital. Uma regra de voo requerendo a armazenagem da antena foi enviada a o EURECA foi abaixado no compartimento de carga sem soltar sua antena. Os especialistas da missão David Low e Peter Wisoff seguraram com segurança as duas antenas do EURECA contra um satélite científico durante a caminhada no espaço realizada na sexta-feira. David Low estava posicionado com seus pés presos no final do braço robótico da Endeavour enquanto Nancy Sherlock posicionava o braço de modo que Low pudesse gentilmente empurrar os braço contra os mecanismos de trava do EURECA. Os controladores de carga então controlaram as travas para fixar cada antena. Esta caminhada no espaço com duração de cinco horas e 50 minutos completou o objetivo primário da missão STS-57 de recuperar os satélite científico EURECA. Posteriormente, Low e Wisoff realizaram manobras em uma atividade extraveicular (EVA) de menor duração buscando testar detalhadamente o braço robótico. Atividades relacionadas com a manipulação de massas, alinhamento fino de massas e alto torque foram completadas com ambos os membros da EVA alternando-se em turnos no braço robótico. Low e Wisoff vestiram seus trajes e retornaram à sala pressurizada do Endeavour pouco antes das 3:00 p.m..
Durante o resto da missão, o grupo trabalhou em experimentos no módulo Spacehab no compartimento inferior do ônibus espacial. Estes experimentos incluíam o estudo da postura corporal, do ambiente da nave, crescimento de cristais, ligas metálicas, reciclagem de água e comportamento de fluidos. Junto com os experimentos estava um conjunto de ferramentas de manutenção que poderia ser utilizado na estação espacial Freedom. A parte de utilização dos equipamentos de diagnóstico do experimento Sistema de Ferramentas e Diagnóstico foi realizada por Sherlock. Utilizando instrumentos eletrônicos de teste incluindo um osciloscópio e um multímetro, Sherlock conduziu testes em uma placa de circuito impresso e se comunicou com os controladores em terra através de mensagens por computador a respeito dos procedimentos de reparo sugeridos e seus resultados.
Além disso, Brian Duffy e Peter Wisoff realizaram experimentos em transferência de fluidos sob condições de microgravidade sem criar bolhas no fluido. O experimento, chamado de Experimento de Aquisição e Ressuprimento de Fluidos, ou FARE, estudou filtros e processos que podem levar a métodos de reabastecimento de naves e órbita, através da transferência de água entre dois tanque com dois pés de diâmetro no compartimento mediano do Endeavour, pela qual os engenheiros podem avaliar como os fluidos se comportam enquanto os jatos de manobra do ônibus espacial são disparados para pequenas manobras. Janice Voss trabalhou no Liquid Encapsulated Melt Zone, ou LEMZ, em experimento que utiliza um processo chamado de crescimento de cristal na zona de flutuação. As condições de baixa gravidade permitem que grandes cristais cresçam no espaço.
Ron Grabe, Brian Duffy e Janice Voss participaram no estudo da Posição Corporal Neutra. Cirurgiões de voo notaram nos voos anteriores que a postura básica do corpo se modifica sob microgravidade. Esta mudança na postura, algumas vezes chamada de "abaixamento sob gravidade zero", é uma adição ao esticamento de uma ou duas polegada que ocorre na espinha dorsal durante missões espacial. Para melhor documentar este fenômeno através da duração de uma missão espacial, fotos e vídeos dos membros do grupo em posição relaxada foram realizados no começo e no final da missão. Os pesquisadores incluirão os resultados deste teste nas especificações para projeto de naves espaciais para tornar as estações de trabalho e as áreas de convivência mais eficientes e confortáveis para os astronautas.
Em 28 de Junho, 1993, Sherlock realizou um trabalho hidráulico no Experimento de Sistemas de Controle  Ambientais em Voo, um estudo de um equipamento de purificação de água já utilizada que pode vir a ser utilizado em uma futura nave espacial. O EFE utiliza uma mistura de água e iodeto de potássio para simular água contaminada. A solução é bombeada através de uma série de filtros para sua purificação. Durante o voo, as pessoas que realizaram o experimento observaram um fluxo reduzido de água e optaram por realizar o procedimento de manutenção. Sherlock afrouxou uma trava em um condutor de água dentro do experimento, enrolou a trava frouxa com um tecido absorvente e, utilizando um computador laptop a bordo, ativou a bomba do experimento em rotação contrária por cerca de 20 minutos em uma tentativa de remover a obstrução. Sherlock então apertou novamente a trava e colocou o experimento de volta em sua operação normal para os pesquisadores em terra, que analisaram por cerca de uma hora se a obstrução havia sido removida.